# Swati Mohan

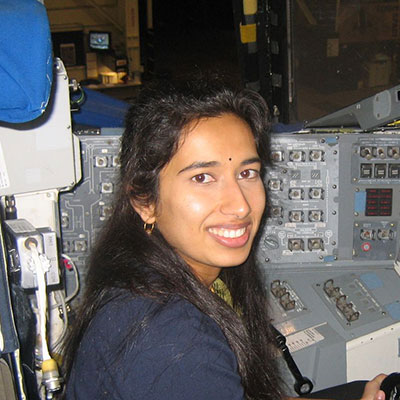
Swati Mohan, 2020

Swati Mohan (* 1983 in Bengaluru, Indien) ist eine US-amerikanische Luftfahrtingenieurin. Sie war Leiterin der Abteilung Guidance and Controls Operations bei der NASA-Mission Mars 2020.

## Kindheit und Studium
Mohan wanderte in die Vereinigten Staaten aus, als sie ein Jahr alt war. Ihr Interesse für den Weltraum wurde geweckt, als sie im Alter von 9 Jahren Star Trek sah. Im Alter von 16 Jahren belegte sie einen Physikkurs und beschloss, Ingenieurwissenschaften zu studieren, um eine Karriere in der Weltraumforschung zu verfolgen. Sie studierte Maschinenbau und Luft- und Raumfahrttechnik an der Cornell University, bevor sie einen Master und einen Doktortitel in Luft- und Raumfahrttechnik am Massachusetts Institute of Technology erwarb.
Im Space Systems Laboratory (MIT) forschte sie zusammen mit Dave Miller über den Betrieb in der Umlaufbahn. Sie arbeitete mit dem Synchronized Position Hold Engage and Reorient Experimental Satellite (SPHERES), SWARM und ALMOST Testbeds. Mit SPHERES führte sie mehrere Tests auf der Internationalen Raumstation (ISS) durch, darunter auch einige mit den Astronauten Daniel M. Tani und Gregory Chamitoff. Sie arbeitete auch am SPHERES Zero Robotics Wettbewerb für Schüler der Mittel- und Oberstufe mit.
Am MIT engagierte sie sich in den Studentenorganisationen Graduate Student Council, Sidney-Pacific Residence Hall, einschließlich Sidney-Pacific Intercultural Exchange (SPICE) und Graduate Association of Aeronautics and Astronautics (GA^3).

## NASA

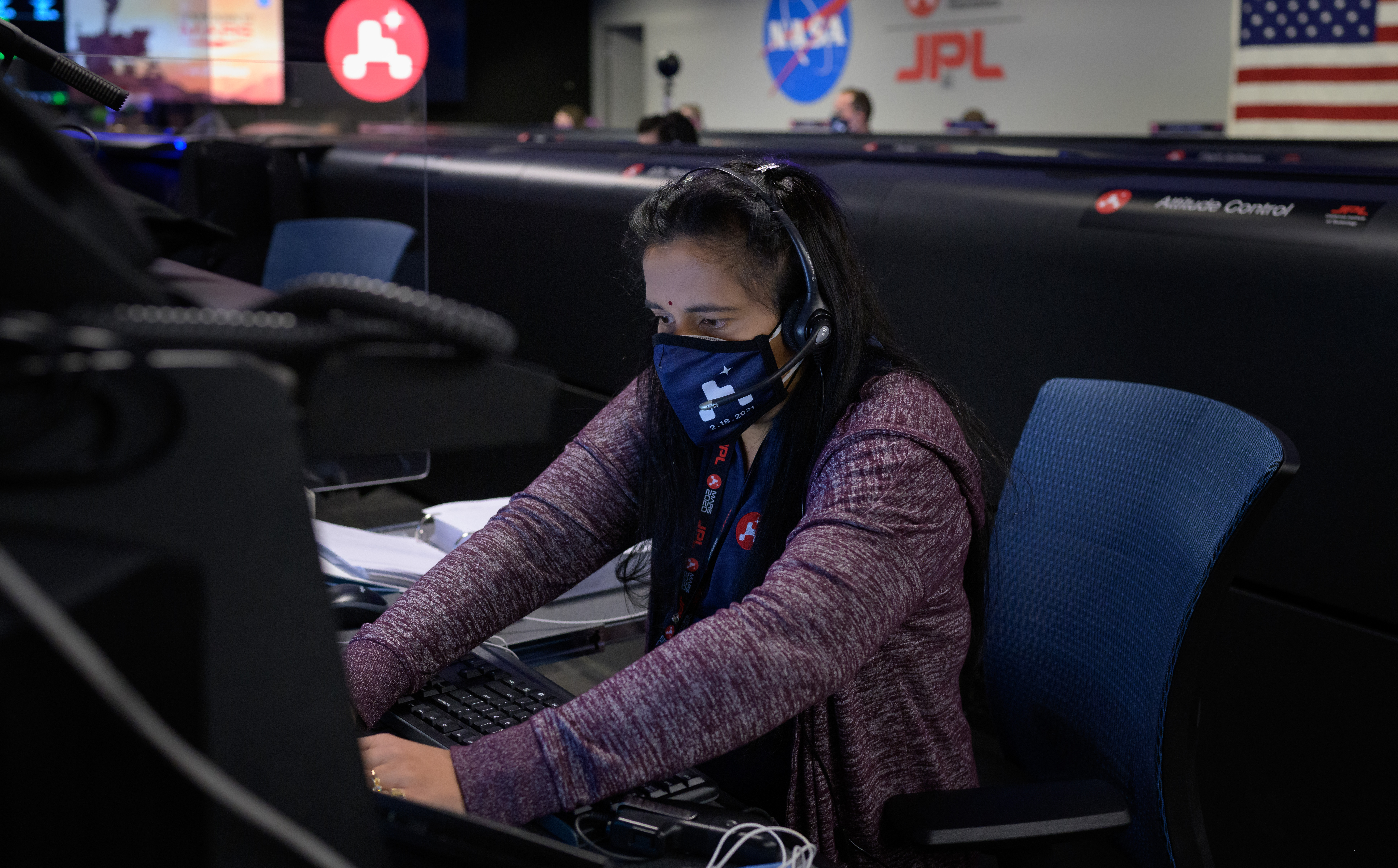
Swati Mohan studiert am 18. Februar 2021 im Jet Propulsion Laboratory der NASA die Daten auf den Monitoren der Missionskontrolle.

Mohan arbeitet am Jet Propulsion Laboratory der NASA in Pasadena (Kalifornien) und ist der Guidance & Controls Operations Lead für die Mission Mars 2020. Mohan kam 2013 zum Mars-2020-Team, kurz nachdem dieses zusammengestellt worden war. Sie war dafür verantwortlich, dass das Raumfahrzeug, das den Perseverance (Rover) trägt, während der Reise zum Mars und bei der Landung auf der Planetenoberfläche richtig ausgerichtet war. Sie berichtete aus der Missionskontrolle, als der Perseverance-Rover am 18. Februar 2021 auf dem Mars landete.
Mohan erläuterte das Navigationssystem während der Landung:
„Perseverance wird die erste Mission sein, die eine geländeabhängige Navigation einsetzt. Während des Abstiegs am Fallschirm nimmt Perseverance Bilder von der Marsoberfläche auf und bestimmt anhand der Bilder, wohin es gehen soll. Das ist so, als würde man mit offenen Augen landen. Mit dieser neuen Technologie kann Perseverance in viel schwierigerem Gelände landen als Curiosity oder früheren Marsmissionen es konnte.“
Zuvor arbeitete sie an der Cassini-Huygens-Mission zum Saturn und am Gravity Recovery and Interior Laboratory (GRAIL), an kleineren Raumsonden, die das Gravitationsfeld des Mondes kartierten.

## Ausgewählte Veröffentlichungen
- mit Alessandra Babuscia, Mark Van de Loo, Quantum Wei, Serena Pan, Sara Seager, (2014). Inflatable antenna for cubesat: fabrication, deployment and results of experimental tests. 2014 IEEE Aerospace Conference. Big Sky, MT: IEEE: 1–12.[21]
- mit David Miller (18. August 2008). SPHERES Reconfigurable Control Allocation for Autonomous Assembly. AIAA Guidance, Navigation and Control Conference and Exhibit. Honolulu, Hawaii: American Institute of Aeronautics and Astronautics.[22]
- mit Daniel Scharf, Martin Regehr, Geoffery Vaughan, Joel Benito, Homayoon Ansari, Mimi Aung, Andrew Johnson, Jordi Casoliva, Daniel Dueri, Behcet Acikmese, (2014-03). ADAPT demonstrations of onboard large-divert Guidance with a VTVL rocket. 2014 IEEE Aerospace Conference. Big Sky, MT, USA: IEEE: 1–18.[23]
- mit David Miller (10. August 2009). SPHERES Reconfigurable Framework and Control System Design for Autonomous Assembly. AIAA Guidance, Navigation, and Control Conference. Chicago, Illinois: American Institute of Aeronautics and Astronautics.[24]
- mit David Miller (2014-09). Dynamic Control Model Calculation: A Model Generation Architecture for Autonomous On-Orbit Assembly. Journal of Spacecraft and Rockets. 51 (5): 1430–1453.[25]

## Privatleben
Mohan ist mit Santhosh Nadipuram verheiratet, einem Kinderarzt, Forscher am Cedars-Sinai in Los Angeles und Dozent für pädiatrische Infektionskrankheiten am UCLA. Mohan und Nadipuram haben zwei Töchter, von denen eine geboren wurde, nachdem Mohan 2013 mit der Arbeit am Projekt Mars 2020 begonnen hatte.